# Olivier Rolin

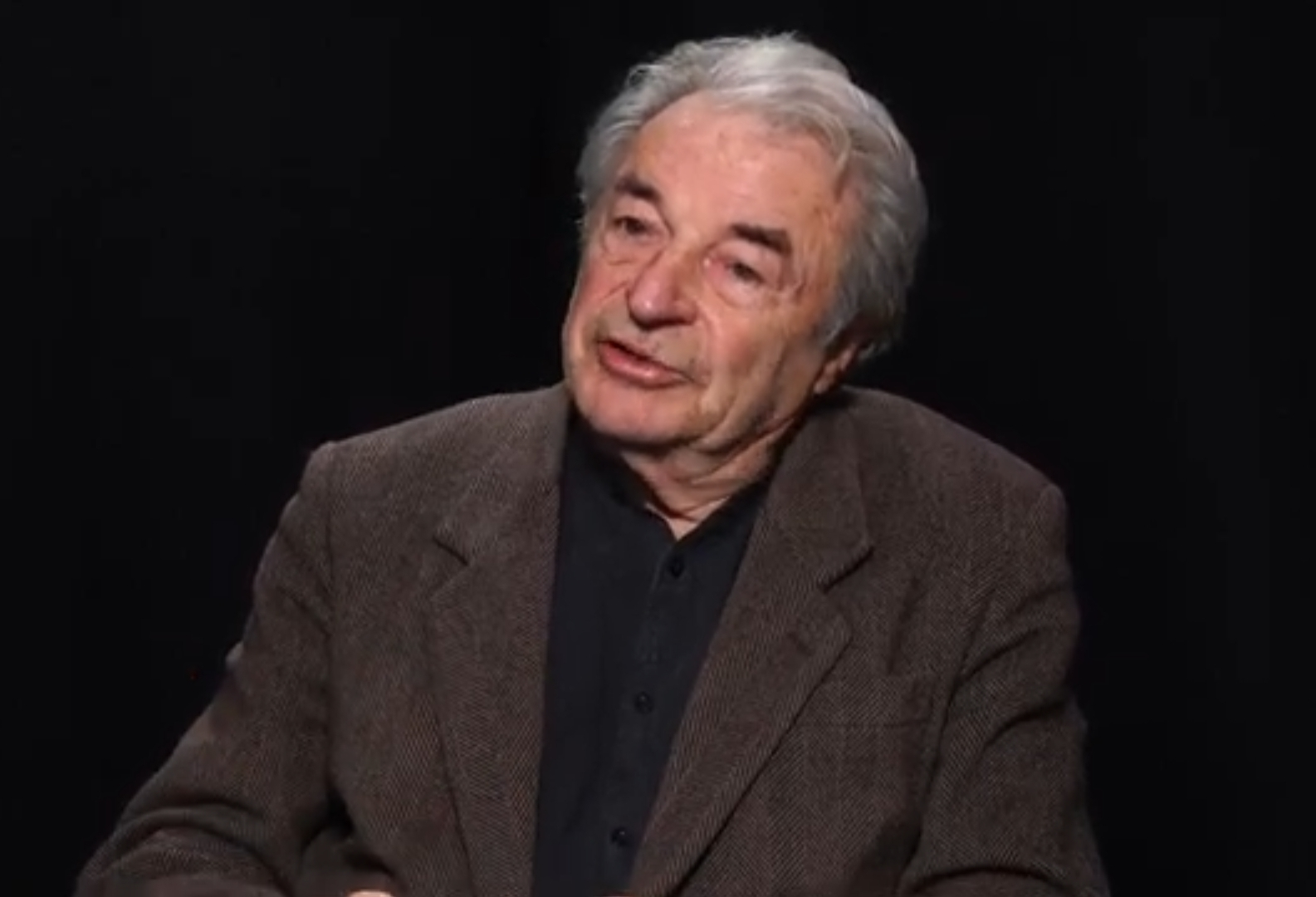
Olivier Rolin (2024)

Olivier Rolin (Boulogne-Billancourt, 17 mei 1947) is een Frans schrijver .

## Biografie
Olivier Rolin bracht zijn kinderjaren door in Senegal. Hij studeerde in Parijs aan het lycée Louis-le-Grand en de École normale supérieure, waar hij de opleiding wijsbegeerte en letteren volgde. Hij trad toe tot de maoïstische Gauche prolétarienne. Uit deze periode putte hij inspiratie voor zijn romans Phénomène Futur en Tigre en papier. 
Hij schreef als freelancejournalist voor de bladen Libération en Le Nouvel Observateur.
Zijn broer Jean Rolin is eveneens schrijver.
Olivier Rolin woont in Parijs en Bretagne.
In 1994 kreeg hij de Prix Femina voor Port-Soudan en in 2003 de Prix France Culture voor Tigre en papier. Un chasseur de lions stond in 2008 op de shortlists voor de Prix Goncourt, Prix Renaudot, Prix Medicis en de Prix de l'Académie française.

## Oeuvre
In zijn werk verweeft Olivier Rolin fictie en realiteit, literatuur en geschiedenis. Aan de hand van het heden probeert hij niet alleen zijn persoonlijke verleden te reconstrueren, maar brengt hij ook episodes uit de nationale en koloniale geschiedenis van Frankrijk tot leven. 
Subtiele of openlijke intertekstuele verwijzingen vormen de rode draad in zijn boeken, een hommage aan door hem bewonderde auteurs (Guillaume Apollinaire, Borges, Joyce, Lowry, Mallarmé, Proust, Rimbaud, Verlaine…). 
Deze techniek werd het verst doorgedreven in Suite à l’hôtel Crystal (Suite in het Crystal), waar alle avonturen zich in minutieus beschreven hotelkamers afspelen, naar een niet-gerealiseerd project van Georges Perec, en in L’Invention du monde (De uitvinding van de wereld), Rolins beschrijving van een dag uit het leven van de mensheid (21 maart 1989), waarvoor hij het materiaal putte uit meer dan vijfhonderd kranten uit de hele wereld en ordende in 48 hoofdstukken, waarbij elk hoofdstuk overeenstemt met een tijdzone op aarde en een pastiche vormt van een wereldomvattend boek uit de literatuurgeschiedenis.

### Romans
- Phénomène futur, Seuil, 1983.
- Bar des flots noirs, Seuil, 1987.
- L'Invention du monde, Seuil, 1993. (De uitvinding van de wereld, IJzer, 2007, vert. Katelijne De Vuyst en Marij Elias)
- Port-Soudan, Seuil, 1994 (Onherbergzame jaren, Port Soedan, Manteau, 1995, vert. Marijke Arijs)
- Méroé, Seuil, 1998 (Meroë, Meulenhoff, 2002, vert. Frans van Woerden)
- La Langue gevolgd door Mal placé, déplacé, Verdier, 2000.
- Tigre en papier, Seuil, 2002 (Papieren tijger, Meulenhoff, 2003, vert. Katelijne De Vuyst en Hilde Keteleer)
- Suite à l'hôtel Crystal, Seuil, 2004 (Suite in het Crystal, IJzer, 2008, vert. Katelijne De Vuyst en Marij Elias)
- Rooms, Seuil, 2006 (met andere auteurs)
- Un chasseur de lions, Seuil, 2008 (De leeuwenjager en Manet, IJzer, 2011, vert. Katelijne De Vuyst)
- Le météorologue, Seuil/Paulsen, 2014 (De weerman, IJzer, 2016, vert. [Kathelijne de Vuyst])
- À y regarder de près (met Érik Desmazières), Seuil, 2015
- Veracruz, Verdier, 2016 (Veracruz, Uitgeverij Vleugels, 2018, vertaling Katelijne de Vuyst).
- Baïkal-Amour, Paulsen, 2017

### Reisverhalen
- Athènes : avec Olivier Rolin, Autrement, 1986
- En Russie, Quai Voltaire, 1987
- Sept villes, Rivages, 1988
- La Havana (met Jean-François Fogel en Jean-Louis Vaudoyer), Quai Voltaire, 1989
- Mon galurin gris : petites géographies,  Seuil, 1997
- Paysages originels, Seuil, 1999
- Bakou, derniers jours, Seuil, 2010
- Sibérie, Inculte, 2011
- Solovki, la bibliothèque perdue (met foto's van Jean-Luc Bertini), Le bec en l'air, 2014

### Essays
- Objections contre une prise d'armes (onder het pseudoniem Antoine Liniers), in: François Furet, Antoine Liniers, Philippe Raynaud, Terrorisme et démocratie, Fayard, 1986.
- Bric et broc, Verdier, 2011

### Verzameld werk
- Circus 1 (1980 - 1998), Seuil, 2011
- Circus 2 (1999 - 2011), Seuil, 2012